# San Benedetto dei Marsi
San Benedetto dei Marsi er en italiensk by (og kommune) i regionen Abruzzo i Italien, med omkring 3.703(2023) indbyggere.